# فزر
الفِزْر   أو الفُقَّاح (الاسم العلمي: Sideritis) هي جنس من النباتات يتبع الفصيلة الشفوية من رتبة الشفويات.
يوجد أكثر من ثلاثين من أنواع الفزر في المغرب العربي بينما يوجد في بلاد الشام ستة أنواع (وبعضها يضم عدة أنوعة).